# 악조우트
악조우트(아랍어: أكجوجت, 프랑스어: Akjoujt)는 모리타니 서부에 위치한 도시로, 인시리 주의 주도이며 인구는 7,904명(2000년 기준)이다. 주요 산업은 금과 구리 채굴이며 한때 유전 개발 산업이 진행되기도 했지만 1970년 중단되었다.